# Jonathan Glazer

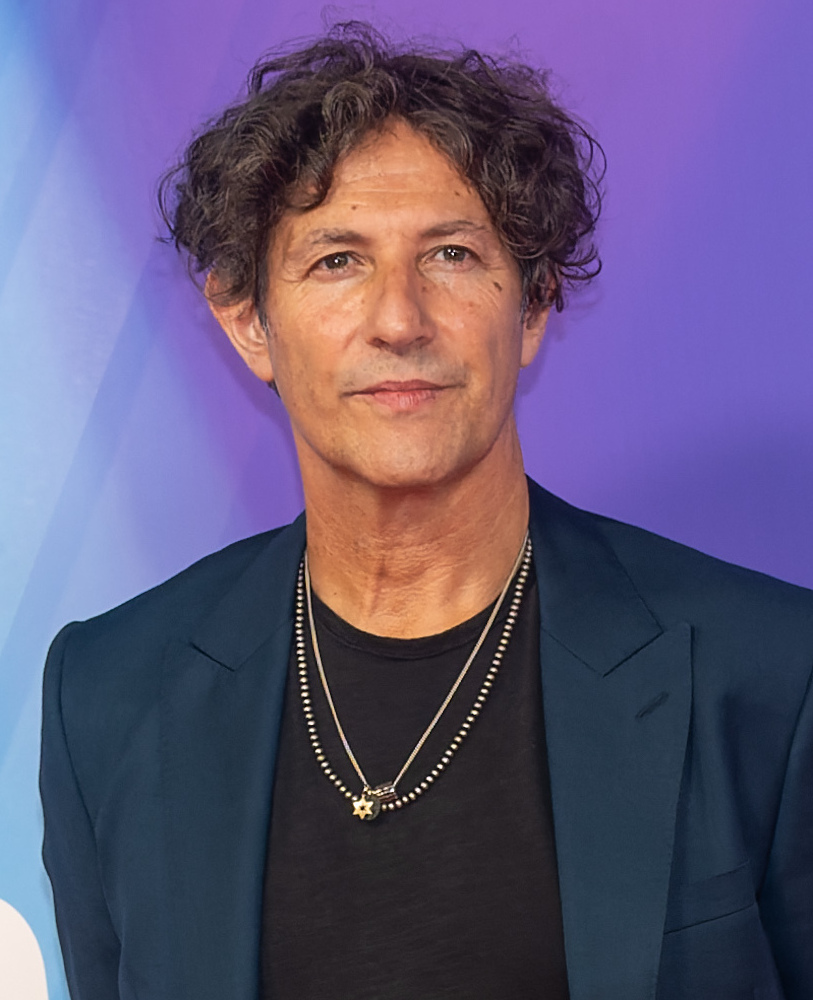
Jonathan Glazer (2023)

Jonathan Glazer (* 26. März 1965 in London) ist ein britischer Regisseur. International bekannt wurde er insbesondere für seine vielfach preisgekrönten Spielfilme Sexy Beast (2000), Birth (2004), Under the Skin (2013) und The Zone of Interest (2023).

## Leben und Werk
Jonathan Glazer wurde am 26. März 1965 in London geboren und ist aschkenasisch-jüdischer Abstammung. Seine Vorfahren waren ukrainische und bessarabische Juden, die vor dem Pogrom von Kischinjow flohen und im 20. Jahrhundert im Vereinigten Königreich ankamen. Er wuchs in Hadley Wood in der Nähe von London Borough of Barnet auf, seine Familie ist reformjüdisch.
Nach dem Studium in Theaterdesign begann er als Theaterregisseur und produzierte Film- und Fernsehtrailer. Mit der Zeit wurde er mit seinen Musikvideos und Werbespots unter anderem für Wrangler, Guinness, Levi’s sowie Barclays, Volkswagen und Stella Artois einer breiten Öffentlichkeit bekannt. Das Video zu Jamiroquais Virtual Insanity wurde bei den MTV Video Music Awards 1997 mit drei Awards ausgezeichnet: Bestes Video des Jahres, Beste Spezialeffekte sowie Bestes Breakthrough Video.
Glazers Spielfilmdebüt Sexy Beast aus dem Jahre 2000 mit Ray Winstone und Ben Kingsley, der für seinen Rollenpart mit diversen Preisen auszeichnet wurde, erhielt zahlreiche positive Kritiken. Auch sein zweiter Film, Birth (2004), bei dem er auch einer der Drehbuchautoren war, wurde überwiegend positiv aufgenommen. In der Hauptrolle war Nicole Kidman zu sehen. 2013 folgte mit der Literaturverfilmung Under the Skin sein dritter Spielfilm.
Im Jahr 2023 erhielt er für seinen vierten Spielfilm The Zone of Interest seine erste Einladung in den Wettbewerb um die Goldene Palme des Filmfestivals von Cannes. Dem Werk wurde in Cannes der Große Preis der Jury und der FIPRESCI-Preis zuerkannt. Ein Jahr später folgten fünf Oscar-Nominierungen, darunter als bester Film sowie für Glazer selbst als Regisseur und Drehbuchautor. The Zone of Interest erhielt die Auszeichnungen in den Kategorien Bester internationaler Film (Einreichungsland: Vereinigtes Königreich) und Bester Ton.

## Oscar-Dankesrede 2024
In seiner Dankesrede bezog sich Glazer unter anderem auf den Krieg in Israel und Gaza:
Alle unsere [filmischen] Entscheidungen haben wir getroffen, um uns in der Gegenwart zum Nachdenken anzuregen, und nicht um zu sagen: »Seht, was sie damals getan haben«, sondern: »Seht, was wir heute tun.« Unser Film zeigt, wohin die Entmenschlichung in ihrer schlimmsten Form führt; sie hat unsere gesamte Vergangenheit und Gegenwart geprägt. Gerade jetzt stehen wir hier als Menschen, die es ablehnen, dass ihr Jüdischsein und der Holocaust von einer Besatzungsmacht gekapert wird, die so viele unschuldige Menschen in einen Konflikt gezogen hat. Ob die Opfer des 7. Oktober in Israel oder des andauernden Angriffs auf Gaza, alle Opfer dieser Entmenschlichung, wie können wir Widerstand leisten?
Dazu betitelte das Time Magazin einen Artikel vom 11. März „Jonathan Glazer sagte was niemand sonst zu sagen wagte.“ Neben Anmerkungen über andere im selben Jahr mit einem Oscar prämierte Filme über politische Themen wie Oppenheimer und 20 Days in Mariupol nannte der Artikel Glazers Rede „einen Moment moralischen Mutes, der untrennbar mit der dringenden Botschaft seines Films verbunden ist.“ Am 13. März überschrieb die linksliberale israelische Tageszeitung Haaretz einen Beitrag mit dem Titel „Jonathan Glazer hatte Recht: Das Judentum und der Holocaust wurden von der Besatzung vereinnahmt.“
Mehr als 450 jüdische Filmschaffende aus den USA protestierten am 18. März in einen offenen Brief gegen Jonathan Glazers Äußerungen zum Krieg in Israel und Gaza, in dem es heißt: „Wir lehnen es ab, dass unser Jüdischsein missbraucht wird, um eine moralische Gleichsetzung zwischen einem Naziregime, das eine Rasse von Menschen ausrotten wollte, und einer israelischen Nation, die ihre eigene Ausrottung abwenden will, herzustellen.“
Die Website Vulture.com der Zeitschrift New York fasste am 21. März zahlreiche zustimmende und ablehnende Kommentare sowie verfälschende Wiedergaben von Glazers Rede zusammen. Dabei zitierte dieser Artikel den Drehbuchautor Tony Kushner wie folgt:

„[Glazer] sagt, dass Jüdischsein, jüdische Identität, jüdische Geschichte, die Geschichte des Holocaust, die Geschichte des jüdischen Leidens in einer Kampagne nicht als Vorwand für ein Projekt zur Entmenschlichung oder Abschlachtung anderer Menschen genutzt werden dürfen. Das ist eine Veruntreuung dessen, was es bedeutet, Jude zu sein, was der Holocaust bedeutete, und das weist er zurück.“

Im April 2024 erschien ein offener Brief von mehr als 150 jüdischen Künstlern und Managern aus der Filmindustrie (darunter Lenny Abrahamson, Ra’anan Alexandrowicz, Annie Baker, Ariela Barer, Amy Berg, Janicza Bravo, Margaret Brown, Dan Bucatinsky, Joel Coen, Dan Cogan, Dominic Cooke, David Cross, Cyrus Dunham, Deborah Eisenberg, Frances Fisher, Esther Freud, Sarah Gavron, Tavi Gevinson, Ilana Glazer, Natalie Gold, Nan Goldin, Josh Gordon, Elliott Gould, Todd Haynes, Fred Hechinger, Eliza Hittman, Nicole Holofcener, Abbi Jacobson, Miranda July, Lola Kirke, Alison Klayman, Naomi Klein, Pamela Koffler,  Rachel Kushner, Nadav Lapid, Mike Leigh, Jonathan Lethem, Mica Levi, Darius Marder, Miriam Margolyes, Daniel Maté, Gabor Maté, Avi Mograbi, Michael Morris, Hari Nef, Nira Park, Zeena Parkins, Joaquin Phoenix, Rain Phoenix, Sarah Ramos, Boots Riley, Jon Ronson, Jacqueline Rose, Ira Sachs, James Schamus, Jane Schoenbrun, Sarah Schulman, Emma Seligman, Wallace Shawn, Amy Sillman, Gillian Slovo, Morgan Spector, Tom Stoppard, Kae Tempest, Madeline Weinstein, Debra Winger und Gary Yershon), die Glazers Rede unterstützten.

## Musikvideos (Auswahl)
- Karmacoma, Massive Attack 1995
- The Universal, Blur 1995
- Virtual Insanity, Jamiroquai 1996
- Street Spirit, Radiohead 1996
- Cosmic Girl, Jamiroquai 1997
- Into My Arms, Nick Cave and The Bad Seeds 1997
- Karma Police, Radiohead 1997
- Rabbit in Your Headlights, UNKLE 1998
- Song for the Lovers, Richard Ashcroft 2000
- Live with Me, Massive Attack feat. Terry Callier 2006
- Treat Me Like Your Mother The Dead Weather 2009

## Spielfilme
- 2000: Sexy Beast
- 2004: Birth
- 2013: Under the Skin
- 2023: The Zone of Interest

## DVD
- 2005: The Work of Director – Jonathan Glazer (Palm Pictures, Directors Label)

## Auszeichnungen
- Toronto Film Critics Association Awards 2001: Bestes Spielfilmdebüt für „Sexy Beast“
- Filmfestival von Cannes 2023: Großer Preis der Jury, FIPRESCI-Preis, Nominierung für „Bester Film“ mit „The Zone of Interest“
- Oscar Academy Award 2024 für The Zone of Interest